# Фунтиківська сільська рада
Фу́нтиківська сільська рада (рос. Фунтиковский сельский совет) — сільське поселення у складі Топчихинського району Алтайського краю Росії.
Адміністративний центр — село Фунтики.

## Населення
Населення — 1281 особа (2019; 1323 в 2010, 1365 у 2002).

## Склад
До складу сільської ради входять:
| Населений пункт | Населення, осіб (2002) | Населення, осіб (2010) |
| --------------- | ---------------------- | ---------------------- |
| Крутіха, селище | 131                    | 88                     |
| Фунтики, село   | 1234                   | 1235                   |